# Mohammed Abu
Mohammed Abu (Acra, Ghana, 14 de noviembre de 1991) es un exfutbolista ghanés. Jugaba como centrocampista. Fue internacional absoluto con la selección de Ghana entre 2011 y 2017.

## Trayectoria

### Clubes
Después de jugar en las categorías inferiores del Accra Hearts of Oak SC firmó un contrato con el Manchester City el 31 de agosto de 2010. Al firmar se marcha cedido al club noruego Strømsgodset IF donde hace su debut profesional. El 29 de junio de 2011 se decidió extender la cesión hasta el diciembre de 2011 en el equipo noruego.
En octubre de 2011, Abu firmó un nuevo contrato con el Manchester City, hasta junio de 2014. En enero de 2012, fue cedido al equipo alemán Eintracht Frankfurt, donde jugaría en la Segunda división Alemania. En marzo de 2012, y sin haber debutado en el equipo alemán, fue cedido de nuevo al Strømsgodset IF.
En agosto de 2012 se anunció su cesión al Rayo Vallecano, donde jugaría en la Primera División.
Anunció su retiro el 29 de marzo de 2024.

### Selección nacional
Mohammed Abu debutaría como internacional con Ghana en octubre de 2011, en un amistoso frente a Nigeria.

## Clubes
- Actualizado el 11 de agosto de 2018

| Club                         | País           | Año       |
| ---------------------------- | -------------- | --------- |
| Manchester City              | Inglaterra     | 2010-2014 |
| Strømsgodset IF (cedido)     | Noruega        | 2010-2011 |
| Eintracht Frankfurt (cedido) | Alemania       | 2012      |
| Strømsgodset IF (cedido)     | Noruega        | 2012      |
| Rayo Vallecano (cedido)      | España         | 2012-2013 |
| FC Lorient (cedido)          | Francia        | 2013      |
| Aarhus GF (cedido)           | Dinamarca      | 2013      |
| Strømsgodset IF              | Noruega        | 2014-2017 |
| Columbus Crew SC             | Estados Unidos | 2017-2018 |
| Vålerenga Fotball (cedido)   | Noruega        | 2018      |
| Vålerenga Fotball            | Noruega        | 2019-2020 |
| DC United (cedido)           | Estados Unidos | 2020      |
| San Antonio FC               | Estados Unidos | 2021-2024 |